# جوزيف ر. وود
جوزيف ر. وود (بالإنجليزية: Joseph R. Wood)‏ هو ملحن أمريكي، ولد في 12 مايو 1915، وتوفي في 3 يونيو 2000.